# Vissberga lertag
Vissberga lertag este o arie protejată (arie specială de conservare — SAC, sit de importanță comunitară — SCI, arie de protecție specială avifaunistică — SPA) din Suedia întinsă pe o suprafață de 12,1 ha, integral pe uscat.

## Localizare
Centrul sitului Vissberga lertag este situat la coordonatele 59°06′33″N 15°06′42″E / 59.1092°N 15.1117°E.

## Înființare
Situl Vissberga lertag a fost declarat sit de importanță comunitară în iunie 2001 pentru a proteja 12 specii de animale. Alte tipuri de protecție:
- arie de protecție specială avifaunistică (în iunie 2001)[2]
- arie specială de conservare (în martie 2011)[1][3][4]

## Biodiversitate
Situată în ecoregiunea boreală, aria protejată nu include niciun habitat protejat.
La baza desemnării sitului se află mai multe specii protejate:
- păsări (9): ciuf de câmp (Asio flammeus), buhai de baltă (Botaurus stellaris), erete de stuf (Circus aeruginosus), lebădă de iarnă (Cygnus cygnus), cocor (Grus grus), sfrâncioc roșiatic (Lanius collurio), bătăuș (Philomachus pugnax), ploier auriu (Pluvialis apricaria), fluierar de mlaștină (Tringa glareola)
- amfibieni (1): triton cu creastă (Triturus cristatus)
- nevertebrate (2): Dytiscus latissimus, libelule (Leucorrhinia pectoralis)